# グエンビン県
グエンビン県（グエンビンけん、ベトナム語：Huyện Nguyên Bình / 縣原平?）は、ベトナム社会主義共和国カオバン省の県。面積は841km²、人口は46,480人（2018年）である。

## 行政区画
2市鎮18社から構成される。